# R. c. Collins
R. c. Collins  est un arrêt de principe de la Cour suprême du Canada rendu en 1987 sur la protection contre les perquisitions ou les saisies abusives en vertu de l'article 8 de la Charte canadienne des droits et libertés.
En outre, il s'agissait autrefois d'un arrêt de principe sur l'exclusion de la preuve susceptible de déconsidérer l'administration de la justice en vertu de l'article 24 (2) de la Charte canadienne des droits et libertés avant qu'il ne soit remplacé par le critère de l'arrêt R. c. Grant.

## Les faits
L'escouade antidrogue de la Gendarmerie royale du Canada à Vancouver avait placé Ruby Collins sous surveillance dans le cadre d'une enquête sur un « problème d'héroïne ». L'un des policiers s'est approché d'elle dans un pub local, lui a dit qu'il était un policier, puis l'a saisie à la gorge et l'a traînée au sol dans ce qu'on appelle une « prise à la gorge » utilisée pour empêcher des suspects d'avaler des ballons remplis de drogue. L'agent de la paix lui a alors dit de lâcher un ballon rempli d'héroïne qu'elle tenait à la main, ce qu'elle a fait. L'agent de la paix a ensuite arrêté Collins pour possession de drogue.

## Voir-dire et procès
Lors du voir-dire, le procureur de la Couronne a cherché à justifier la perquisition en vertu de ce qui était alors l'article 10 de la Loi sur les  stupéfiants. Le pouvoir de fouille  prévu à l'art. 10 exigeait que l'agent « croit raisonnablement » qu'il y ait un stupéfiant illégal dans un endroit. Afin d'établir la croyance raisonnable du de l'agent de la paix, le procureur de la Couronne lui a demandé à quand il avait commencé à soupçonner que Ruby Collins était en possession d'héroïne. L'agent de la paix a commencé à répondre : « Nous avons été informés ... » mais l'avocat de la défense l'a interrompu par une objection, arguant que tout ce qui est dit par un tiers constituait du ouï-dire. (En fait, comme le fait remarquer le juge Lamer, ce n'était pas du ouï-dire et le juge du procès aurait dû infirmer l'objection.) 
Pour cette raison, les motifs de la croyance du policier que Ruby Collins possédait de l'héroïne n'ont jamais été établis au procès, et le juge du procès a conclu que, puisque les exigences de l'art. 10 de la Loi sur les stupéfiants n'ont pas été rencontrés, la perquisition était illégale.

## Jugement de la Cour suprême
Le pourvoi de Ruby Collins est accueilli et un nouveau procès est ordonné.
Le jugement des juges majoritaires a été rendu par le juge Antonio Lamer.

## Motifs du jugement

### Article 8 de la Charte
Lamer a commencé par examiner si la perquisition violait les droits de Collins en vertu de l'article 8 L.C. 1982 qui protège les individus contre les perquisitions et saisies abusives. Une perquisition ne peut être raisonnable, selon Lamer, que si elle satisfait à trois conditions :
1. Elle est autorisée par la loi
2. La loi elle‑même n'a rien d'abusif
3. La fouille n'a pas été effectuée d'une manière abusive

Ainsi, en jugeant qu'une fouille illégale est automatiquement déraisonnable, la Cour suprême n'est pas d'accord avec certaines juridictions inférieures et certaines jurisprudences américaines.
Le juge Lamer a conclu que, puisque le ministère public n'avait pas établi que la fouille satisfaisait aux exigences de l'article 10 de la Loi sur les stupéfiants, elle n'est pas autorisée par la loi. Par conséquent, elle échoue au premier volet du critère en trois volets et constitue une fouille abusive au sens de l'art. 8 de la Charte.

### Article 24 (2) de la Charte
Une fois qu'une violation a été constatée, l'affaire a porté sur le sens du paragraphe 24(2) qui disait qu'une fois qu'une violation des droits garantis par la Charte d'un individu a été constatée, les « éléments de preuve sont écartés s’il est établi, eu égard aux circonstances, que leur utilisation est susceptible de déconsidérer l’administration de la justice ».
Lamer a examiné le sens de « déconsidérer ». Il a rejeté l'utilisation antérieure du terme étable dans Rothman c. La Reine  qui énonçait que les preuves doivent être exclues au motif qu'elles « choqueraient » la collectivité. Au lieu de cela, a-t-il déclaré, la norme devrait être inférieure. Il ne donne pas une définition claire de la « déconsidération », mais donne plutôt un ensemble de trois facteurs pondérés pour déterminer s'il y a eu déconsidération de l'administration de la justice. Les facteurs consistent en :

« Certains facteurs sont importants quand on détermine l'effet de l'utilisation de la preuve sur l'équité du procès. 
Un second groupe de facteurs touche à la gravité de la violation de la Charte
Le troisième groupe de facteurs se rapporte à l'effet de l'exclusion de la preuve. »

La méthode d'analyse du premier ensemble de facteurs a été présentée dans R. c. Stillman qui a produit le « critère de Stillman ». Cette analyse comprend l'examen de la nature de la preuve et s'il y aurait eu d'autres moyens d'obtenir la preuve.
Le deuxième point d'analyse examine si l'admission de la preuve cautionnerait implicitement les pratiques illégales de la police. Les tribunaux se concentrent sur la manière dont la preuve a été obtenue. Cela inclut des facteurs tels que le fait de savoir si cela a été fait de bonne foi. À savoir, était-ce par inadvertance, simplement technique, ou si c'était délibéré ou volontaire. De plus, les tribunaux peuvent déterminer s'il y avait des circonstances urgentes, une urgence ou une nécessité d'agir.
Le troisième ensemble de facteurs examine l'effet de l'exclusion sur la réputation de l'administration de la justice. L'effet de l'admission doit être mis en balance avec son exclusion. Les tribunaux comparent la gravité de la violation et l'équité du procès à l'importance de la preuve dans le dossier du ministère public et dans l'ensemble.

« La question qui se pose en vertu du par. 24(2) est de savoir si la considération dont jouit le système sera mieux servie par l'admission ou par l'exclusion de la preuve et il devient donc nécessaire d'examiner la déconsidération qui peut découler de l'exclusion de la preuve. À mon avis, l'administration de la justice est susceptible d'être déconsidérée par l'exclusion d'éléments de preuve essentiels pour justifier l'accusation, et donc l'acquittement de l'accusé, à cause d'une violation anodine de la Charte. »

## Décisions subséquentes
En 2009, la Cour suprême du Canada a conclu que les tribunaux avaient de la difficulté à appliquer le critère de l'arrêt Collins relatif à l'art. 24(2) de la Charte et l'a remplacé par un tout nouveau critère dans l'arrêt R. c. Grant.